# حمله با چاقو ۲۰۱۸ پاریس
حمله با چاقو در پاریس (انگلیسی: 2018 Paris knife attack)، در ساعات پایانی روز شنبه ۱۲ مه ۲۰۱۸ باعث کشته شدن یک عابر پیاده و زخمی شدن ۴ نفر شد. مرد حمله کننده بعد از آن توسط پلیس با شلیک گلوله از پای درآمد. این حمله در منطقه شلوغ «لا ریو دروات» در نزدیکی «خانه اپرای پاریس» رخ داده‌است.

## شرح واقعه
این حمله در منطقه دوم پاریس در منطقه پر رفت‌وآمد «لا ریو دروات» در نزدیکی «خانه اپرای پاریس» رخ داد. فرد مهاجم با چاقو به عابران پیاده با سر دادن فریاد الله‌اکبر حمله کرده‌است.
پلیس ابتدا سعی کرد تا مهاجم را با یک تفنگ الکتریکی متوقف کند ولی موفق نشد و سپس اقدام به شلیک به سمت مهاجم کرده و او را از پای درآورده است.

## تلفات
در این حمله یک عابر پیاده کشته و ۴ نفر زخمی شده‌اند که حال دو نفر از زخمیان وخیم می‌باشد.

## مظنون

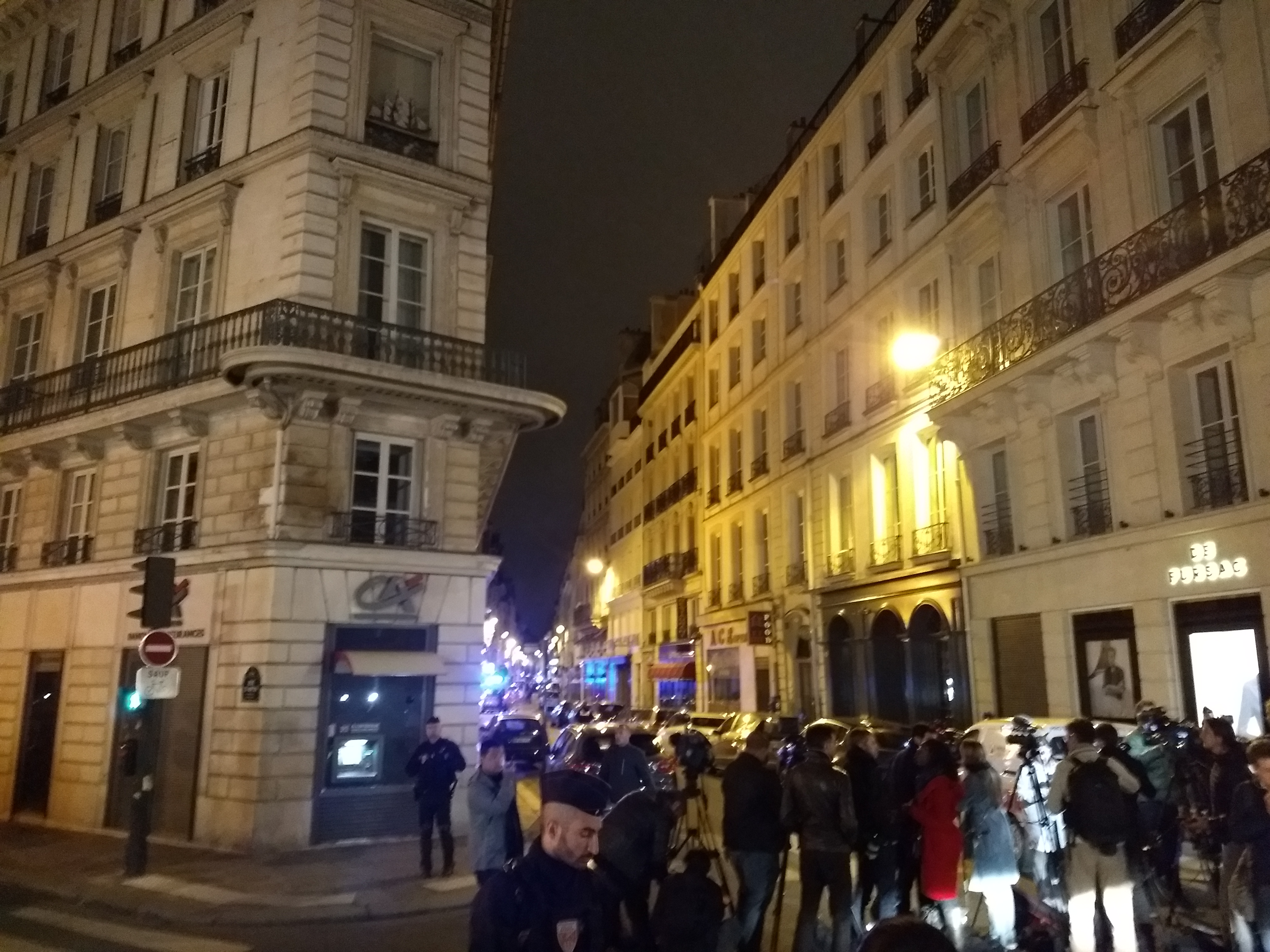
پلیس پاریس محدوده حمله را طناب کشی کرده‌است.

حمله کننده، یک مرد ۲۱ ساله متولد چچن و تبعه فرانسه بوده‌است. وی به دلیل گرایش به اسلام‌گرایی افراطی، در لیست مظنونان خطرناک دستگاه‌های امنیتی فرانسه قرار داشته‌است.
داعش مسئولیت این حمله را در وبگاه خود پذیرفته‌است.